# Lluís Ferrer i Domènech
Lluís Ferrer i Domènech (Alcover, 1882; Toledo, 1936) fou un músic nomenat mestre de capella de la catedral de Toledo en gener de 1908 on va seguir exercint aquest càrrec fins a la seva mort.
Els seus principals esforços en Toledo van ser per la restauració del cant religiós en la catedral. En les revistes Música Sacro-Hispana i Tesoro sacro nacional es troben diverses noticies d'activitats seves a favor de la música sacra en Toledo.
Va tenir dos germans, Joan Ferrer i Dòmenech (Alcover 1867 - 1934) i Josep Ferrer i Domènech (Alcover 1880 - Toledo 1936), els quals també eren músics. Va estudiar amb el seu germà Joan, en la Seu d'Urgell, on Lluís va adquirir coneixements del seu germà gran. Lluís i el seu germà Joan van ser assassinats durant la Guerra Civil espanyola (1936 - 1939).